# 애덤 기포드

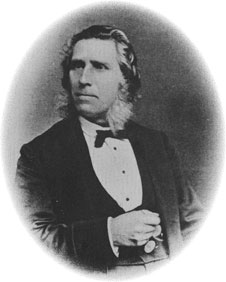
기포드 경

아담 기포드 경(Adam Gifford, Lord Gifford, 1820년 2월 20일 - 1887년 1월 20일)은 기포드 경이라고도 불린다. 스콧트랜드의 변호사이며 판사이며 기포드 강연을 설립한 사람이다.